# 科斯和韦朗
科斯和韦朗（法語：Causses-et-Veyran，法語發音：[kos e veʁɑ̃]）是法国埃罗省的一个市镇，属于贝济耶区。

## 地理
科斯和韦朗（43°28'28"N, 3°5'11"E）面积17.65 平方千米，位于法国奧克西塔尼大區埃罗省，该省份为法国南部沿海省份，南濒地中海，西南接奥德省，西北接塔恩省和阿韦龙省，东北与加尔省接壤。
与科斯和韦朗接壤的市镇（或旧市镇、城区）包括：圣纳泽尔德拉达雷、奥尔布河畔塞斯农、米尔维耶勒-莱贝济耶、罗克布兰。

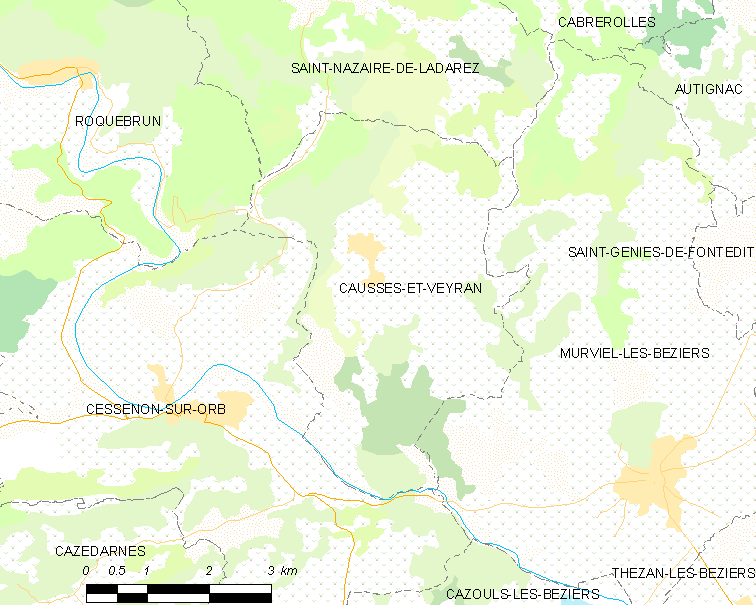
科斯和韦朗的OSM定位图

科斯和韦朗的时区为UTC+01:00、UTC+02:00（夏令时）。

## 行政
科斯和韦朗的邮政编码为34490，INSEE市镇编码为34061。

## 政治
科斯和韦朗所属的省级选区为卡祖勒莱贝济耶县。

## 人口

1962-2008年间科斯和韦朗人口变化图示

科斯和韦朗于2022年1月1日时的人口数量为620人。